# Chó hmông cộc đuôi
Chó hmông cộc đuôià är en hundras från Vietnam. Det är en mångsidig pariahund som använts av Hmongfolket i norra Vietnam som både vall, vakt- och jakthund. Den har medfödd stubbsvans. Rasen är nationellt erkänd av Vietnam Kennel Association (VKA).